# Adiana Talakai
Pas d'image ? Cliquez ici

a Compétitions nationales et continentales officielles uniquement.

b Matchs officiels uniquement.
Adiana Talakai, née le 24 février 1999 à Sydney (Australie), est une joueuse internationale australienne de rugby à XV évoluant au poste de pilier.

## Biographie
Adiana Talakai naît le 24 février 1999 à Sydney en Australie.
En 2022, elle joue pour les Waratahs de Sydney. Elle compte 5 sélections en équipe d'Australie quand elle est retenue en septembre 2022 pour disputer la Coupe du monde en Nouvelle-Zélande.
Blessée, elle rate le WXV 2024.